# Dioecesis Italiae

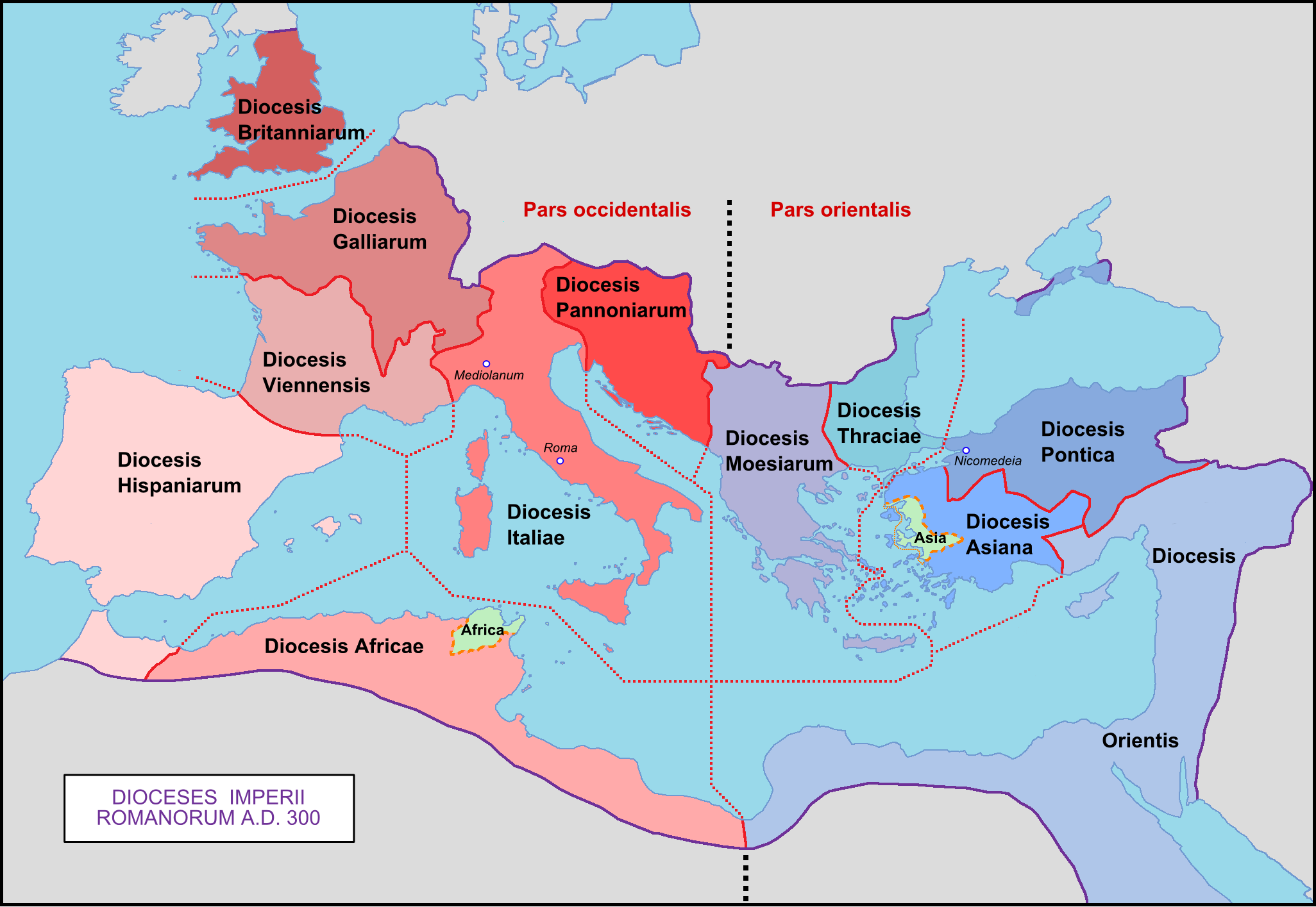
Die Diözesen von ca. 293 bis vor 337.

Die Dioecesis Italiae war eine spätantike Verwaltungseinheit (Dioecesis) des Römischen Reiches. Sie bestand von 314 bis 395 nach Christus. Hauptort war Rom selbst.

## Gebietsstruktur
Die Dioecesis Italiae umfasste folgende 12 Provinzen:
- Aemilia et Liguria
- Venetia et Histria
- Flaminia et Picenum
- Tuscia et Umbria
- Latium et Campania
- Apulia et Calabria
- Lucania et Bruttium
- Sicilia
- Sardinia
- Corsica
- Alpes Cottiae
- Raetia

## Geschichte
Erst im Zuge der diokletianischen Reformen wurde ganz Italia in feste Verwaltungsbezirke geteilt, welche sich von den Provinzen nur dadurch unterschieden, dass man für ihre Statthalter teilweise den in Italia bereits bekannten Titel corrector beibehielt. Sie erhielten aber wohl die volle Gewalt der übrigen Provinzialstatthalter, so dass sie wie diese die Zivilgerichtsbarkeit wie die Kriminaljustiz ausübten und die gesamte Verwaltung übernahmen. Bereits bei der Reichsteilung 395 wurde die Struktur der Diözesen geändert in vier Präfekturen, 15 Diözesen und 119 Provinzen. Dabei wurde „Italia“ in die Diözesen Italia Annonaria und Italia Suburbicaria geteilt, die der praefectura praetoria Italiae (et Africae) unterstanden.